# Saint-Cirgues-de-Prades
Saint-Cirgues-de-Prades là một xã ở tỉnh Ardèche, vùng Rhône-Alpes ở đông nam nước Pháp.